# Gugu (programa de televisão)
Gugu foi um programa de auditório brasileiro apresentado por Gugu Liberato na Rede Record, e produzido pela I9TV. Estreou em 25 de fevereiro de 2015, em seu primeiro programa semanal. Depois de quase dois anos fora do ar, Gugu Liberato voltou ao ar com seu novo programa na Record, com o programa semanal, transmitido nas noites de terça, quarta e quinta, sempre ao vivo, como programa semanal. Era exibido semanalmente, às quartas das 22:30 às 00:15.. O último programa foi ao ar no dia 27 de dezembro de 2017. Foi o último programa próprio de Gugu.

## Exibição
Após quase dois anos fora do ar, o apresentador Gugu Liberato estreou o seu novo programa de auditório, no dia 25 de fevereiro de 2015, às 21h45, logo após a novela Vitória. O programa era transmitido ao vivo, nas noites de terça, quarta e quinta, como programa semanal, mesclando entretenimento, atrações musicais, entrevistas e games, com direção geral de Vildomar Batista. O programa possuía vários elementos que remetiam ao extinto programa Viva a Noite, comandado por Gugu, no SBT. Além das canções, que tinham suas danças coreografadas para as crianças como: O Baile dos Passarinhos, Meu Pintinho Amarelinho e Dança da Galinha Azul, o programa contava ainda com os personagens Bugaloo, Galinha Azul e Pintinho Amarelinho, que eram responsáveis por deixar as noites de terça, quarta e quinta, ainda mais animadas.
Desde de sua estreia, o programa buscou resgatar antigos quadros que fizeram sucesso na trajetória do apresentador. Entre os clássicos quadros, destacam-se o Táxi do Gugu, Acordando Famosos, Sentindo na Pele, Gugu na Minha Casa, Desafio da Internet, Laços Rompidos, entre outros. Além disso, foram resgatadas as brincadeiras com artistas entre elas: Mão no Bicho, Sim, Não, Talvez, Sempre, entre outras.
O jornalismo também possuiu um espaço importante na atração, para isso, o programa contou com o apoio do departamento do jornalismo da emissora, para repercutir e levar as notícias mais recentes do Brasil e do mundo. O jornalista William Travassos, ficou encarregado pelo Giro de Notícias, direto da redação da emissora, em São Paulo. 
A jornalista Renata Alves também fez parte da equipe de Gugu. A apresentadora do programa Hoje em Dia protagonizou o quadro Estação Rodoviária. Renata foi a diferentes rodoviárias do país para conversar com quem viaja pelas estradas brasileiras, seja para reencontrar um parente ou tentar a sorte em outra cidade.
Por decisão da área artística da emissora, a partir do dia 31 de março de 2015, a atração passou a ser dirigida por um núcleo composto pelos jornalistas Virgilio Abranches (diretor do Domingo Show), Rafael Perantunes (diretor executivo do Domingo Show), Givanildo Menezes (diretor de Jornalismo da Record RJ), e Cláudia Aied (diretora do Balanço Geral SP), sob a supervisão do vice-presidente de Jornalismo, Douglas Tavolaro, intensificando o conteúdo e a interação do programa com o jornalismo. Em 22 de setembro de 2015, foi ao ar o último programa da 1ª temporada. A segunda temporada estreou em 3 de fevereiro de 2016. Neste ano, o programa passou a ser exibido somente nas noites de quarta-feira, às 22h15, ao vivo, logo após o Jornal da Record, com direção geral de Virgílio Abranches. O programa teve alterações no cenário, nas vinhetas e no logotipo. Em 28 de dezembro de 2016 foi ao ar o último programa da temporada.
Em 25 de janeiro de 2017, o Gugu foi exibindo os programas gravados com as melhores reportagens e momentos do programa de 2016. Em 22 de março de 2017, o programa voltou a ser exibido ao vivo, com novo cenário e logotipo alterados, diretamente do Teatro Dermeval Gonçalves, passando a ser produzido pela I9TV e finalizado e editado pela RecordTV, em vez da GGP, produtora do apresentador.
Em 27 de dezembro de 2017, foi ao ar o último Gugu do ano.

## Quadros
- Laços Rompidos
- Desafio Do Gugu
- Estação Rodoviária com Renata Alves
- Quem Ri por Último Ri Melhor
- Não diga alô, Diga Gugu
- Experiencia Animal
- Taxi Do Gugu
- Detetive de Animais
- Acordando Os Famosos
- Quem é este monstro?
- Supergêmeos
- Lição De Vida
- Teste da Vida Real
- Reportagem Do Gugu
- Gugu Entrevista
- Gugu e as Crianças
- 100 mil para mudar
- Qual é o mistério?
- Giro de Noticias com Willian Travassos
- Virou outra Pessoa
- O Gugu Chegou!
- Fomos Testar
- Anjo Secreto
- Gugu Visita
- Famosos em Apuros

## Audiência
Gugu estreou em segundo lugar na Grande São Paulo, de acordo com o Ibope, marcou 17 pontos de média com pico de 19 e share de 28%, ante 22 da Globo e 8 do SBT.